# Johann Friedrich Bachoff von Echt (diplomat)
 Der er flere personer med dette navn, se Johann Friedrich Bachoff von Echt.
Johann Friedrich rigsgreve Bachoff von Echt (født 1710 i Gotha, død 24. januar 1781) var en dansk diplomat, bror til Ludwig Heinrich Bachoff von Echt.
Han tilhørte en meget gammel limburgsk adelsslægt, hvoraf en gren tidligt nedsatte sig i Köln, men på grund af overgang til protestantismen måtte forlade byen og søge et nyt hjem i Preussen og Sachsen, hvor den endnu er bosiddende i det altenburgske. I Köln indtog familien en fremragende plads i det rige handelspatriciat, adskillige af dens medlemmer udmærkede sig som videnskabsmænd (retsvidenskab, lægevidenskab), og andre kæmpede tappert under Gustav Adolf og Frederik II's faner.
Johann Friedrich var født i Gotha, hvor hans fader, Johann Friedrich Bachoff von Echt, der af kejseren var udnævnt til rigsfriherre og rigshofråd, besad betydelige godser. Efter at være indtrådt i dansk tjeneste udnævntes han i 1736 til resident i Sankt Petersborg og i 1740 til gesandt sammesteds, hvorfra han i 1743 akkrediteredes kejser Carl VII, der residerede i München, før han 1750 forflyttedes til Wien. På denne gesandtskabspost, med hvilken han tillige fra 1744 til 1752 forbandt repræsentationen ved rigsforsamlingen i Regensburg, forblev han til sin død 24. januar 1781. Han giftede sig i 1756 med en komtesse Ronow fra Braunschweig. Han var dansk etatsråd, senere gehejmekonferensråd og Ridder af Dannebrog, og af kejseren ophøjedes han i den rigsgrevelige stand.
Han var ikke en meget fremragende diplomat, men grundigt bekendt med tysk statsret og meget flittig, så hans indberetninger beløber sig til over 3.000 numre.
Han ejede godset Romschütz i Sachsen-Altenburg.